# Světlá (Žďár nad Orlicí)
Světlá (německy Lichtengrund) je malá vesnice, část obce Žďár nad Orlicí v okrese Rychnov nad Kněžnou. Nachází se asi 1,5 km na severovýchod od Žďáru nad Orlicí. V roce 2009 zde bylo evidováno 17 adres. V roce 2001 zde trvale žilo 30 obyvatel.
Světlá leží v katastrálním území Žďár nad Orlicí o výměře 9,36 km2.

## Další fotografie

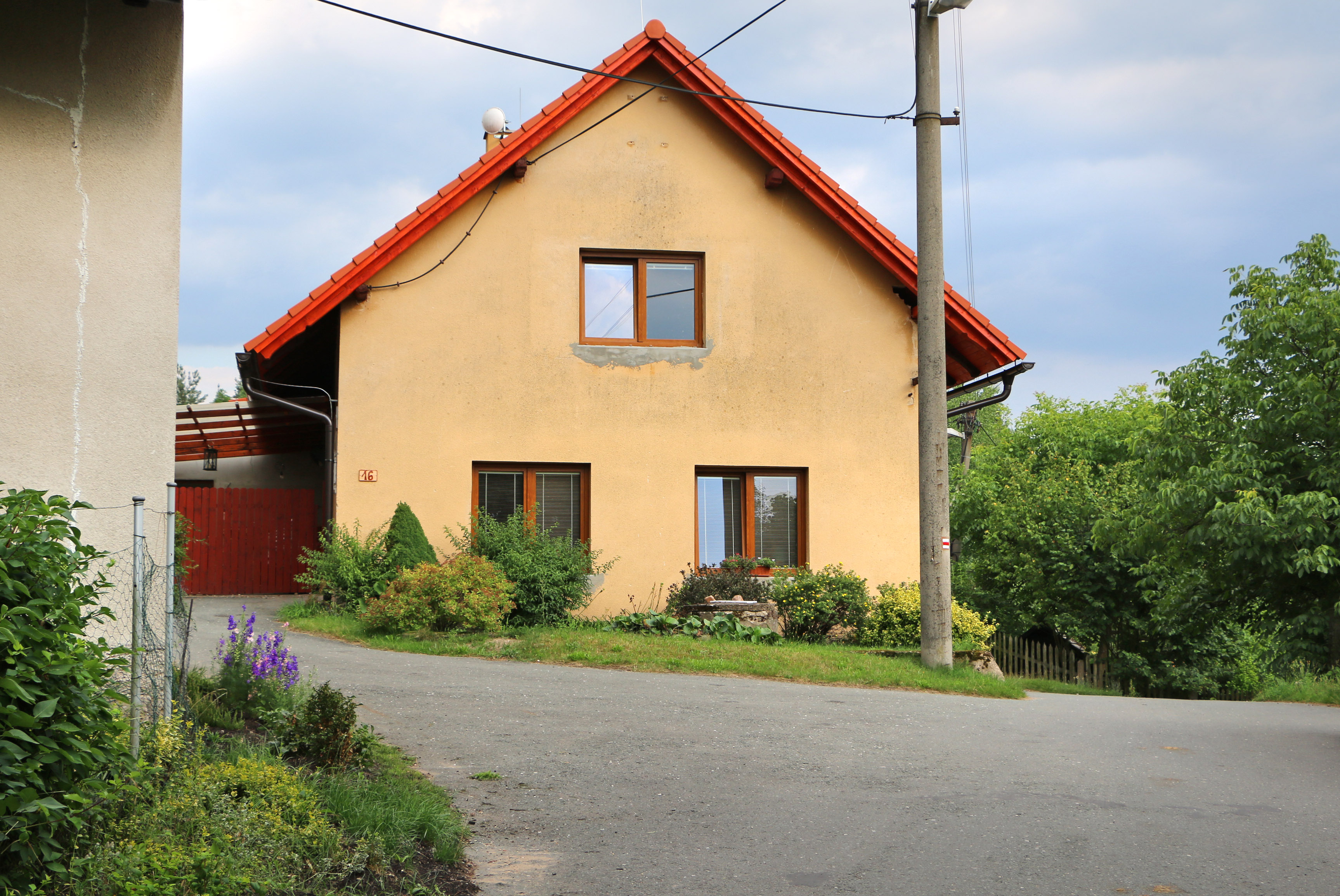
Dům čp. 16
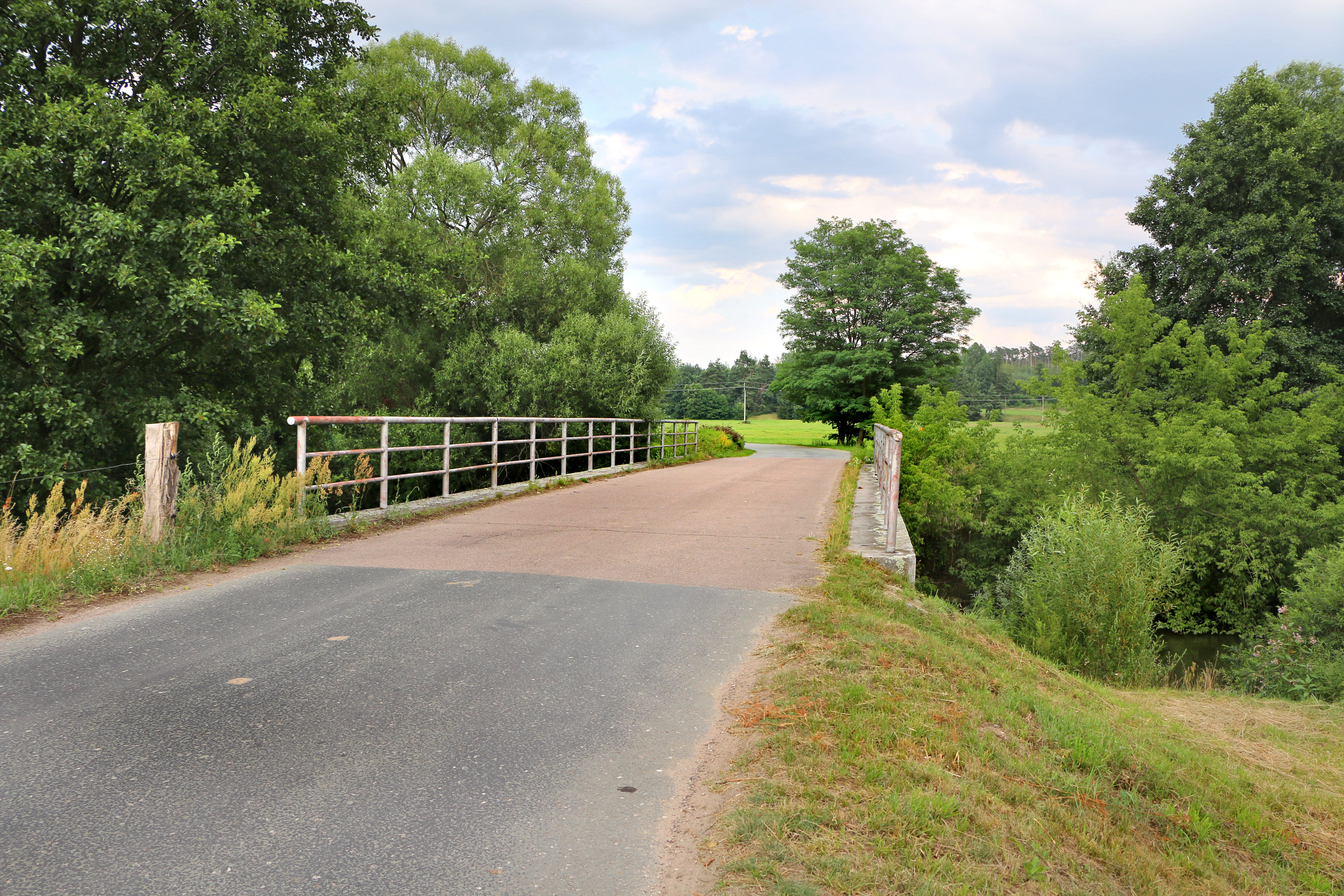
Příjezd od Žďáru n. O.: most přes Tichou Orlici
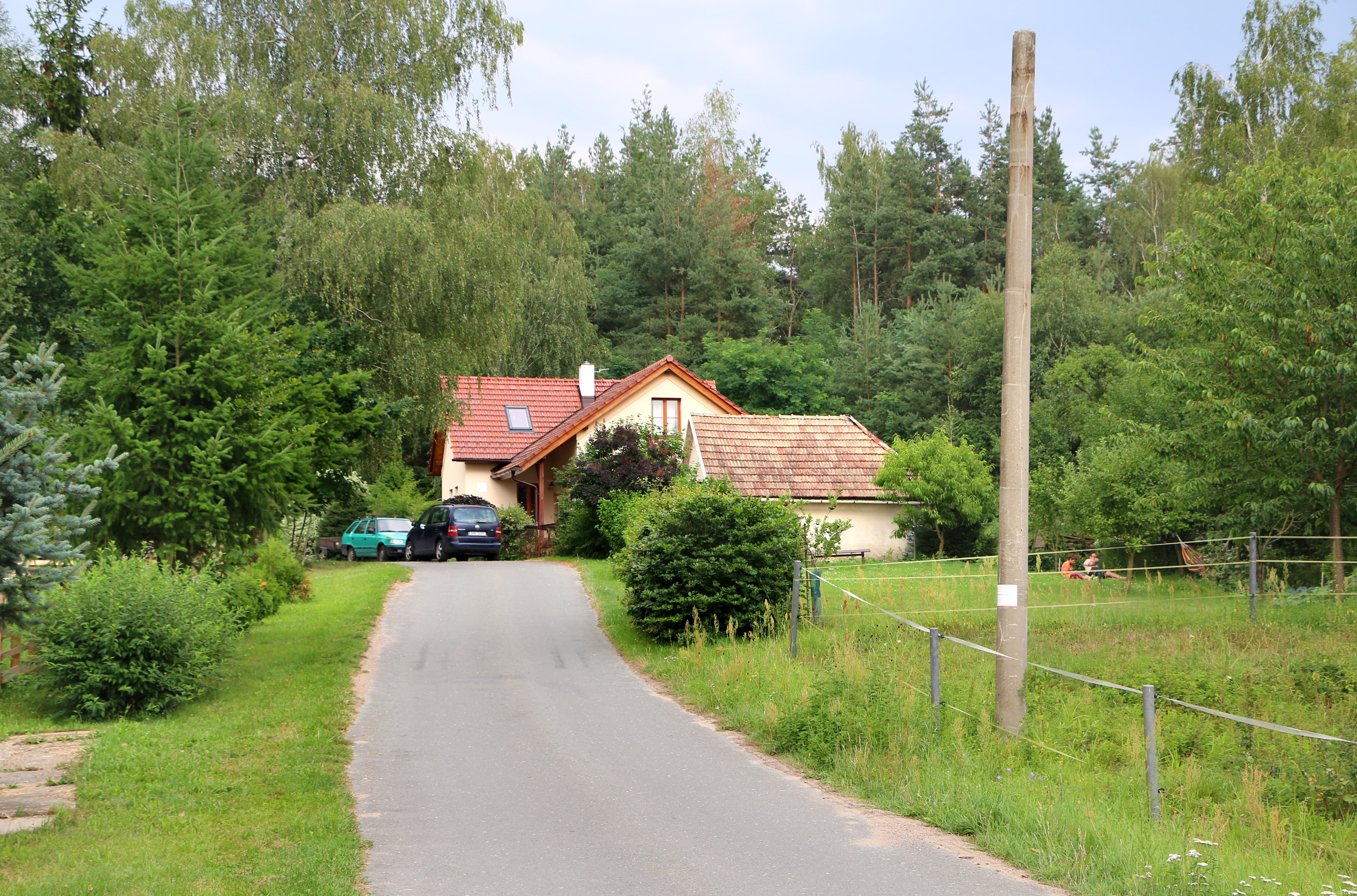
Jižní okraj vesnice